# Boston Naval Shipyard

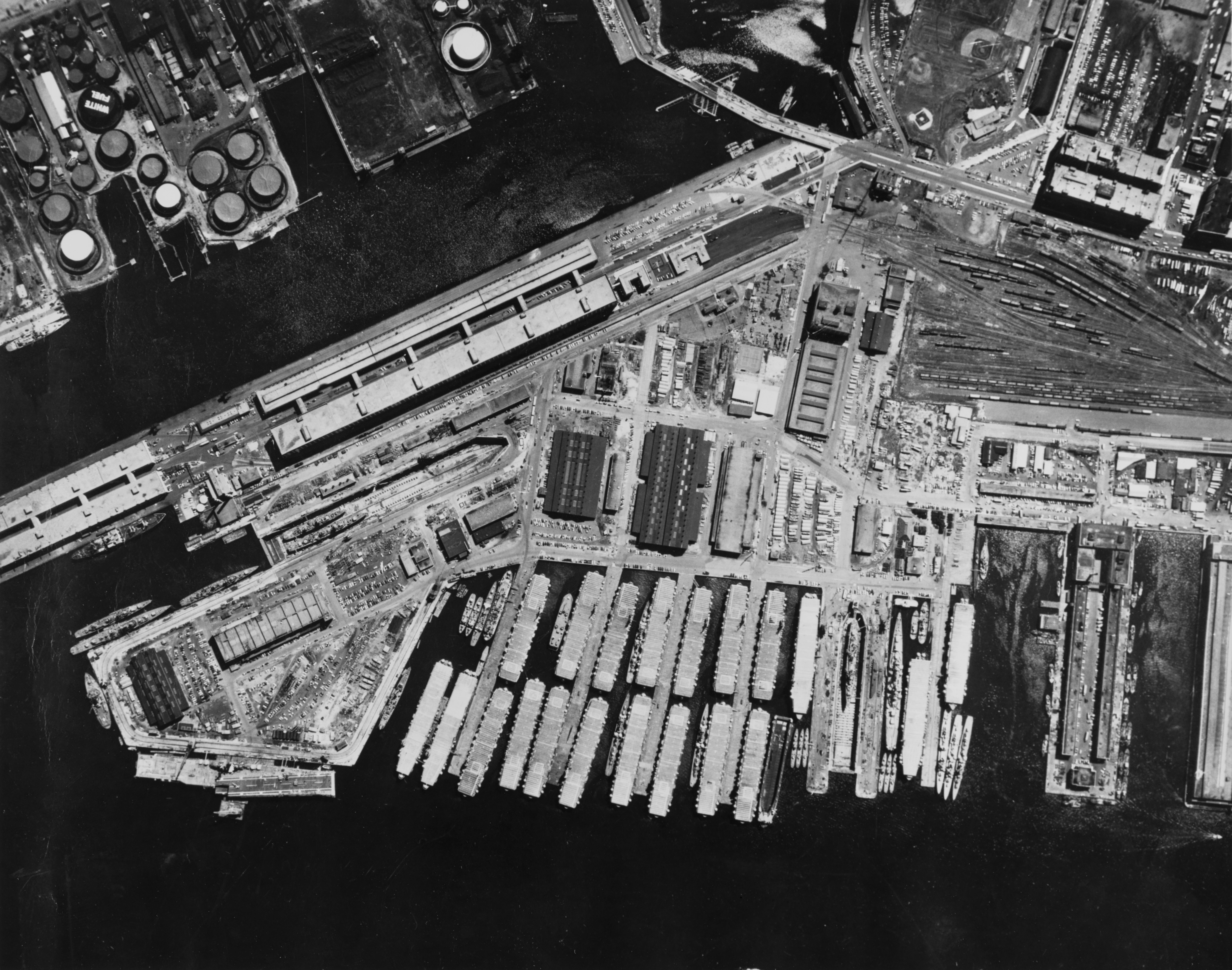
Luftaufnahme des Boston Naval Shipyards, 1958

Der Boston Navy Yard, ursprünglich Charlestown Navy Yard, ab 1945 Boston Naval Shipyard ist eine ehemalige Marinewerft im Bostoner Stadtteil Charlestown. Ursprünglich 1801 als Werft für die United States Navy gegründet, wurden dort bis 1974 Schiffe gebaut und überholt. Nach der Schließung der Werft wurde das Gelände in einen Park umgewandelt und ist heute Liegeplatz der Fregatte Constitution aus dem 18. Jahrhundert sowie des Zerstörers Cassin Young aus dem Zweiten Weltkrieg.

## Geschichte
Die Geschichte des Schiffbaus am Ufer des Mystic River begann während des Amerikanischen Unabhängigkeitskriegs. Unter anderem wurde in der Boston Naval Shipyard das erste amerikanische Linienschiff, die USS Independence 1814 fertiggestellt. Nach dem Sezessionskrieg wurde die Werft zu einer reinen Instandhaltungs- und Rekrutierungsstelle herabgestuft. 1890 wurden mit der Vergrößerung der US-Marine auch wieder Schiffe in Boston gebaut. Anfang des 20. Jahrhunderts wurde ein zweites Trockendock errichtet. Während des Ersten Weltkriegs wurden vor allem Begleitschiffe für Konvois gebaut. Mit dem Beginn des Zweiten Weltkriegs erhöhte sich die Anzahl der Arbeiter in der Werft auf bis zu 50.000, die rund um die Uhr beschädigte Schiffe reparierten, aber auch viele neue Schiffe, zumeist Geleitzerstörer und Zerstörer bauten. Mit dem Ende des Kriegs begann der langsame Niedergang der Werft. Anfang der fünfziger Jahre wurden dort zwar noch einige Schiffe während des Fleet-Rehabilitation-and-Modernization-Programms umgebaut und modernisiert, Neubauten wurden aber nicht mehr auf Kiel gelegt. 1974 wurde die Werft geschlossen.
Sie ist heute Teil des Boston National Historical Park. Am 15. November 1966 wurde Boston Naval Shipyard als Historic District in das National Register of Historic Places aufgenommen. Bereits zwei Tage zuvor hatte die Werft den Status einer National Historic Landmark erhalten.